# Каскабулак (Абайская область)
Каскабулак (каз. Қасқабұлақ) — село в Абайском районе Абайской области Казахстана. Административный центр Каскабулакского сельского округа.

## Население
В 1999 году численность населения села составляла 1374 человека (703 мужчины и 671 женщина). По данным переписи 2009 года, в селе проживало 1257 человек (622 мужчины и 635 женщин).